# Law-Racoviță (stacja antarktyczna)
Law Racoviță Negoiță Base – letnia stacja polarna, zarządzana wspólnie przez Australię i Rumunię, położona nad Zatoką Prydza na Antarktydzie Wschodniej. Patronami stacji są Phillip Law, australijski polarnik i dyrektor programu badań Antarktydy, rumuński zoolog Emil Racoviță, członek Belgijskiej Wyprawy Antarktycznej, oraz rumuński polarnik Teodor Negoiță, któremu Rumunia zawdzięcza możliwość korzystania z tej bazy.

## Położenie i warunki
Budynki stacji znajdują się w oazie antarktycznej Larsemann Hills, położonej na Wybrzeżu Ingrid Christensen. Jest to wolny od lodu obszar wybrzeża kontynentu, który tworzą grzbiety skalne, głębokie fiordy i liczne wyspy. W oazie tej znajdują się jeszcze dwie całoroczne stacje badawcze, rosyjska Progress i chińska Zhongshan; w pobliżu znajduje się także indyjska stacja Bharati.

## Historia i działalność
Australijska stacja polarna w oazie Larsemann Hills, wcześniej znana jako Law Base, od 2005 roku jest zarządzana we współpracy z rządem Rumunii. Stacja nie jest intensywnie użytkowana, czasem odwiedzają ją badacze z sąsiednich baz, a w sezonie letnim wyprawiają się do niej polarnicy z australijskiej stacji Davis, odległej o 110 km. Służy ona naukowcom prowadzącym badania geologiczne dotyczące pochodzenia i historii oazy, oraz położonych w niej jezior.